# Запорізький державний медико-фармацевтичний університет

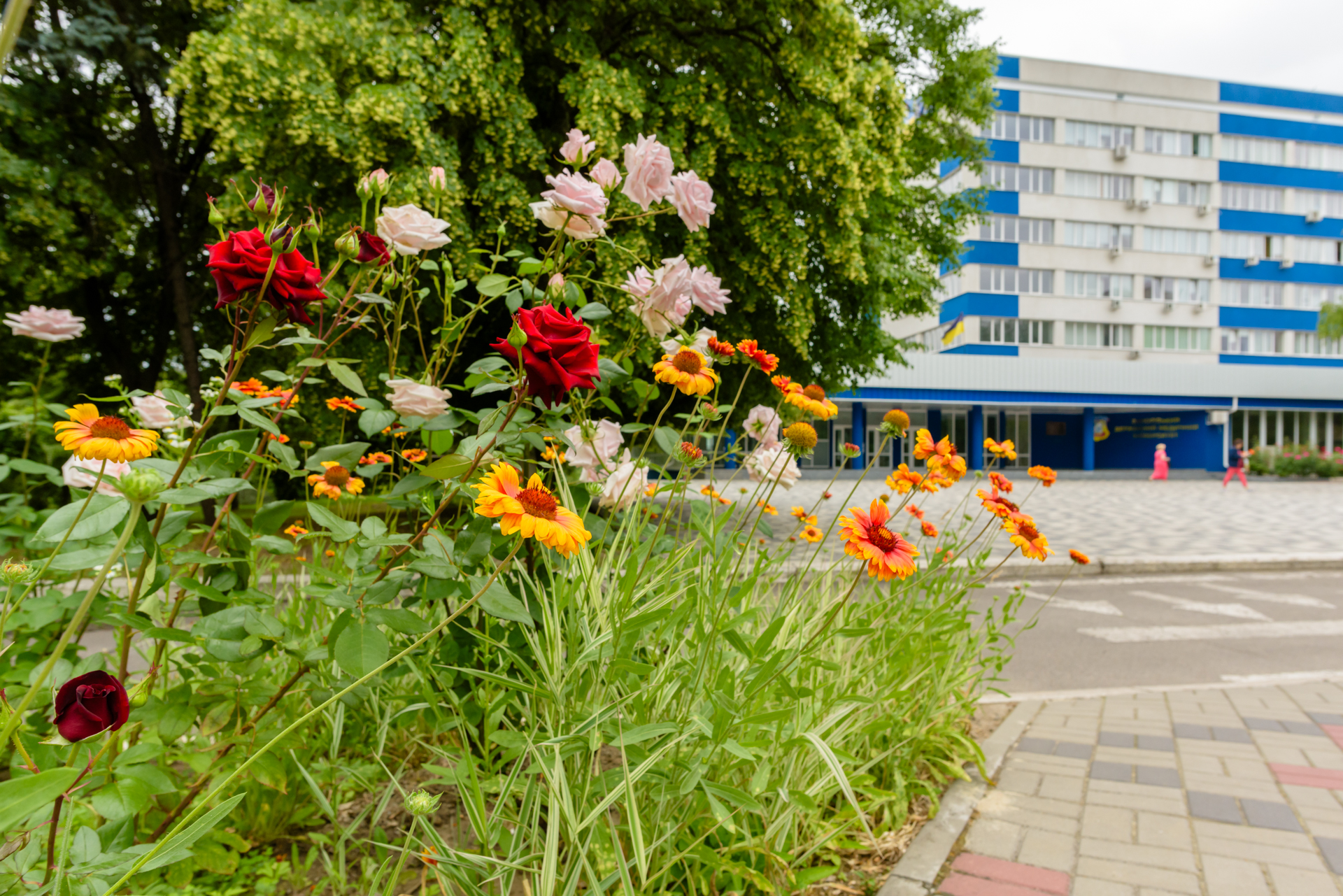
Головний навчальний корпус Запорізького державного медико-фармацевтичного університету

Запорізький державний медико-фармацевтичний університет (до 3 квітня 2023 року — Запорізький державний медичний університет) — заклад вищої освіти в Україні, один з найстаріших вищих медичних навчальних закладів України, сучасний навчальний центр IV ступеня акредитації.
Запорізький державний медико-фармацевтичний університет розташований на півдні України, в історичному центрі Запорозького козацтва. Університет являє собою студентське містечко з навчальними корпусами, клініками, гуртожитками, бібліотеками, спортивним центром і студентськими кав'ярнями. Випускники університету плідно працюють в усіх регіонах України та у 101 країні світу. 

## Історія
У 1903 році при медичному факультеті Новоросійського університету відкрито фармацевтичне відділення. Згодом 1921 на його основі створено вищий фармацевтичний навчальний заклад.
У 1934 році до нього приєднаний Київський фармацевтичний інститут.
1959 року Одеський державний фармацевтичний інститут переведено до Запоріжжя, на базі якого створено Запорізький державний фармацевтичний інститут, згодом, у 1968 році інститут реорганізовано у медичний інститут.
Офіційно статус університету присвоєно у 1994 році. Запорізький медичний університет — це новий тип прогресивного багатопрофільного вищого навчального закладу з підготовки магістрів медицини і фармації.
З 3 квітня 2023 року діє новий заклад вищої медичної освіти — Запорізький державний медико-фармацевтичний університет (ЗДМФУ), який є правонаступником усіх майнових та немайнових прав Запорізького державного медичного університету та ДЗ «Запорізька медична академія післядипломної освіти». Новий заклад вищої медичної освіти утворено згідно з розпорядженням Кабінету Міністрів України від 28 жовтня 2022 року № 952-р «Про утворення Запорізького державного медико-фармацевтичного університету» та Наказом Міністерства охорони здоров'я України від 15 грудня 2022 року № 2275.

## Структура навчання
Структура навчання в університеті включає в себе довузівський, вузівський і післядипломний етапи навчання.
Довузівський етап — медичний коледж, підготовчі курси для абітурієнтів, а також один з найстаріших факультетів країн СНД — підготовчий факультет для іноземних громадян. Він є центром підготовки іноземних учнів для їх подальшого навчання у закладах вищої освіти України в рамках міжнародної співпраці.
Навчання студентів і їх спеціалізація на вузівському етапі підготовки ведуться на трьох медичних, двох фармацевтичних (очної і заочної форми навчання) і міжнародному факультетах за наступними спеціальностями: лікувальна справа, педіатрія, стоматологія, фармація, технології парфюмерно-косметичних засобів, технології медичної діагностики та лікування (бакалавр, магістр), фізична терапія (бакалавр, магістр).
Післядипломний етап включає навчання в інтернатурі, клінічній ординатурі, аспірантурі за 28 спеціальностями, а також курси підвищення кваліфікації для провізорів і фармацевтів. У структуру університету також входять науково-дослідні інститути клінічної патології людини та медико-екологічних проблем та Університетська клініка.
На факультетах університету сьогодні навчається близько 12000 студентів, магістрів, інтернів і аспірантів, серед яких понад 2000 іноземних громадян з 43 країн світу. Понад 40-річний досвід якісного навчання іноземних студентів з країн Близького Сходу, Азії, Африки і Латинської Америки, Європи дозволив університету завоювати великий міжнародний авторитет і визнання. Багато випускників-іноземців ЗДМФУ успішно працюють і займають високі пости в системі охорони здоров'я своїх країн.

## Навчальний процес
Навчальний процес організований за наскрізною системою.
Навчання ведеться українською мовою, а також англійською для іноземних студентів. Програма навчання в університеті є не лише професійно орієнтованою, але й пропонує широкий інтелектуальний і культурний розвиток студентів і служить базою для їх подальшої спеціалізації.
Підготовку фахівців здійснюють 65 кафедр,  на яких працює  672 викладачі, серед яких 122 докторів наук/професорів і 438 доцентів та кандидатів наук. Серед науковців університету член-кор. НАН України, 46 членів міжнародних Академій наук і міжнародних наукових товариств, сім заслужених діячів науки і техніки України, чотири лауреати Державної премії України, п'ять лауреатів премій АМН України, лауреат премії Президента України, два лауреати премії Кабінету міністрів України, шість заслужених лікарів України, п'ять стипендіатів Кабінету міністрів для молодих вчених, два стипендіати стипендії Президента України для видатних діячів охорони здоров'я, два відмінники освіти, два заслужених тренери, чотири майстри спорту. Кафедри і лабораторії обладнані найсучаснішою діагностичною і лікувальною апаратурою, що дозволяє провести навчання і наукові дослідження на високому рівні. 61 комп'ютерний клас університету пропонують студентам навчальні системи, побудовані на основі мультимедійних технологій, і тестові контролюючі курси з основних навчальних дисциплін. В університеті створена локальна інформаційна мережа.
У 1974—2002 роках очолював університету ректор Анатолій Візір.
З 2003 року очолює професор Колесник Юрій Михайлович

## Факультети
- І медичний (лікувальна справа)
- ІІ медичний (педіатрія, технології медичної діагностики та лікування)
- ІІІ медичний (стоматологія; фізична терапія, ерготерапія)
- І фармацевтичний (фармація, ТПКЗ) — денна форма
- ІІ фармацевтичний (фармація, ТПКЗ) — заочна форма
- міжнародний (лікувальна справа, педіатрія, стоматологія, фармація)
- Навчально-науковий інститут післядипломної освіти

## Бібліотека
Бібліотека почала функціонувати у 1903 році. Нині в структурі бібліотеки виокремлені 6 відділів. До послуг користувачів 4 абонементи, 3 комп'ютерних зали та 5 читальних залів, в яких можуть займатись до 650 осіб. Фонд книгозбірні нараховує 565 тис. примірників традиційних видань.

## Випускники
- Базика Дмитро Анатолійович (нар. 1952) — український імунолог-алерголог, доктор медичних наук, лауреат Державної премії України у галузі науки і техніки, заслужений діяч науки і техніки України, академік НАМНУ.

## Викладачі
- Лігнау Микола Георгійович — зоолог
- Морін Сергій Михайлович — зоолог
- Рязанов Дмитро Юрійович — хірург, професор